# Alicia Soffel
Alicia Soffel (* 11. Februar 1999) ist eine deutsche Handballspielerin, die für den deutschen Bundesligisten Sport-Union Neckarsulm aufläuft.

## Karriere

### Im Verein
Sie begann das Handballspielen beim SSV Meisenheim und wechselte in der C-Jugend zu den DJK SF Budenheim. Nach dem Zusammenschluss zur FSG Mainz-Budenheim spielte sie in der A-Jugend Bundesliga und erhielt bereits Spielzeiten in den Aktiven Mannschaften. 2017 unterschrieb sie ihren ersten Vertrag in der 2. Bundesliga. Nachdem sich die Spielgemeinschaft aufgelöst hatte, stieg sie 2019 mit Mainz in die 1. Bundesliga auf. Zur Saison 2020/21 wechselte sie zum Ligakonkurrenten HSG Bensheim/Auerbach. Im Sommer 2025 wechselte sie zur Sport-Union Neckarsulm.
Im Mai 2016 erzielte sie das Tor des Monats.

### In Auswahlmannschaften
Sie nahm mit der deutschen Juniorinnen-Nationalmannschaft an der U19-Europameisterschaft 2017 und der U20-Weltmeisterschaft 2018 teil.